# 新地探險

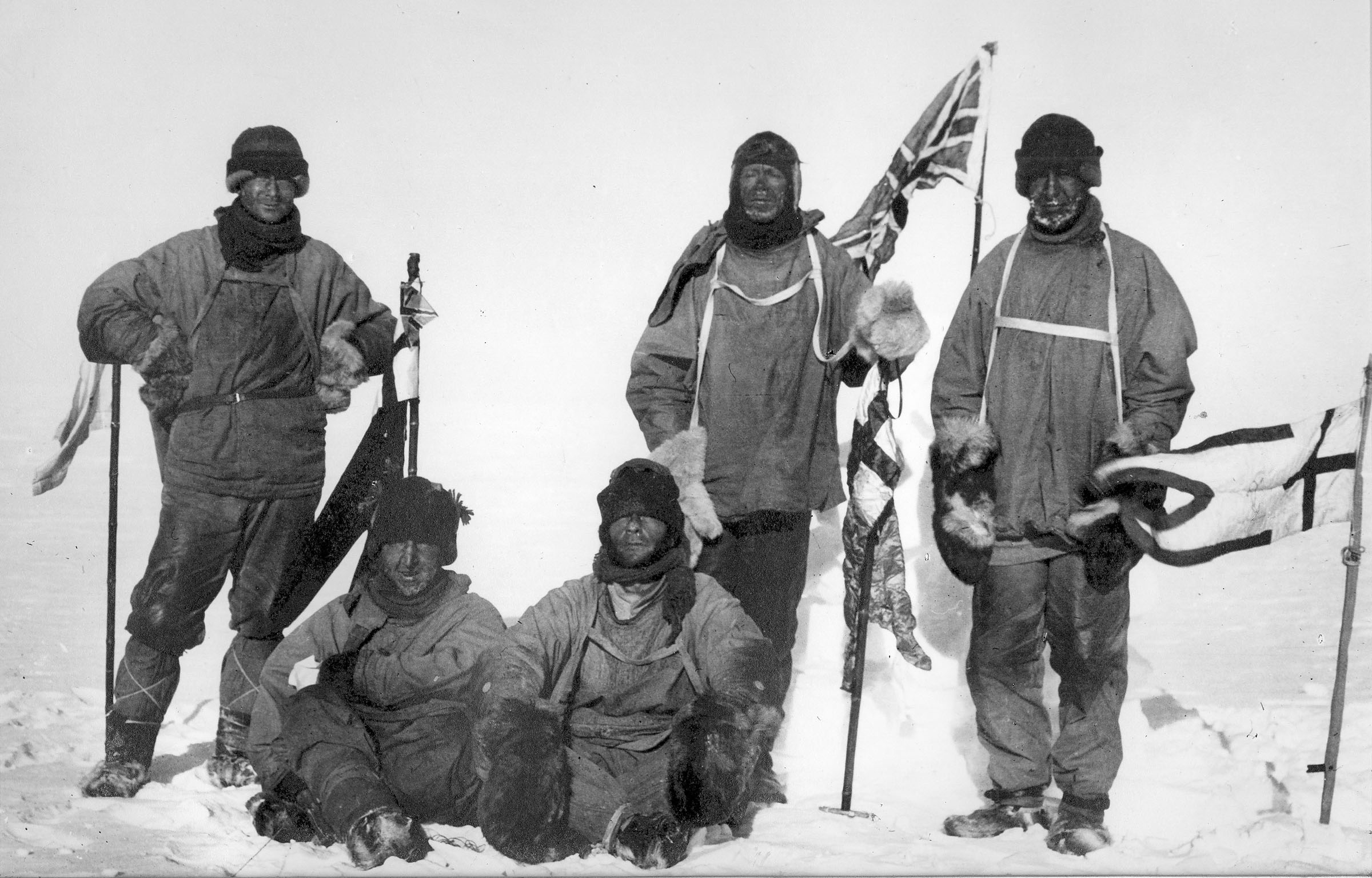
史考特的團隊在南極點，1912年1月18日。左至右（站立者）愛德華·A·威爾遜、羅伯特·史考特、勞倫斯·奧茨，（坐者）亨利·鮑爾斯、愛德嘉·埃文斯

新地探險（英語：the Terra Nova Expedition），正式名稱英國南極地區考察（英語：the British Antarctic Expedition），是在1910年與1913年之間一場前往南極洲的考察活動。該考察由羅伯特·史考特率領並訂有多重科學及地理研究目標。史考特希望延續1901至04年間的探险行動中他在南極地區開始的科學工作；同時，他也希望率先抵達地理上的南極點。他與四位同伴在1912年1月18日抵達南極點，並發現阿蒙森南極探險隊在34天前先抵達當地。史考特一行於回程途中全部罹難；其中一些人的遺體、日記及照片被一個搜救隊在8個月後尋獲。
該考察行動命名自其补给船，為一私人探險活動；該活動乃由英國政府補助增加的公共捐款資助。英國海軍部也支持了該行動；該部借出多位經驗豐富的海員參與考察。此外，皇家地理學會也支持了該考察行動。該考察行動的科學家團隊進行了一場綜合性的科學計劃，其他團隊則探索了維多利亞地及西部山脈。但是，一個登陸及探索愛德華七世地的嘗試被宣告失敗。1911年6月及7月一場前往克羅澤角的旅程是首個在南極深冬進行的長時間雪橇旅程。
早年，史考特及其團隊的悲劇英雄地位並未引起太多質疑爭論；但是，在20世紀末葉，該考察行動開始被仔細檢視，關於其組織及管理的許多批評性觀點也被提出。近來，關於史考特及某些團隊成員的過失究責仍存有爭議。

史考特（綠色）與阿蒙森（紅色）前往南極點的路徑，1911年至1912年